# End-of-year Internationals 2004
Die End-of-year Internationals 2004 (auch als Autumn Internationals 2004 bezeichnet) waren eine vom 6. November bis zum 4. Dezember stattfindende Serie von internationalen Rugby-Union-Spielen zwischen Mannschaften der ersten und zweiten Stärkeklasse.
Südafrika strebte eine Grand Slam Tour an. Diese misslang allerdings, da die Spiele gegen England und Irland verloren gingen.

## Ergebnisse

### Woche 1
| 6. November 2004 14:45 WEZ | Wales                                                                        | 36 : 38         | Südafrika | Millennium Stadium, Cardiff Zuschauer: 55.346 Schiedsrichter: Paddy O’Brien (Neuseeland) |
| 6. November 2004 14:45 WEZ | Versuche: Henson (2) Peel Erhöhungen: S. Jones (3) Straftritte: S. Jones (5) | (12:23) Bericht | Versuche: de Villiers Montgomery van der Westhuyzen van Niekerk Erhöhungen: Montgomery (3) Straftritte: Montgomery (4) | Millennium Stadium, Cardiff Zuschauer: 55.346 Schiedsrichter: Paddy O’Brien (Neuseeland) |

| 6. November 2004 15:00 MEZ | Italien                                                                                            | 51 : 6         | Kanada                  | Stadio Tommaso Fattori, L’Aquila Zuschauer: 8.600 Schiedsrichter: Lyndon Bray (Neuseeland) |
| 6. November 2004 15:00 MEZ | Versuche: Bergamasco Masi (2) Ongaro (2) Travagli Erhöhungen: Wakarua (6) Straftritte: Wakarua (3) | (13:3) Bericht | Straftritte: Barker (2) | Stadio Tommaso Fattori, L’Aquila Zuschauer: 8.600 Schiedsrichter: Lyndon Bray (Neuseeland) |

| 6. November 2004 17:30 WEZ | Schottland                                          | 14 : 31        | Australien                                                                        | Murrayfield Stadium, Edinburgh Zuschauer: 41.234 Schiedsrichter: Steve Walsh (Neuseeland) |
| 6. November 2004 17:30 WEZ | Versuche: Lamont Southwell Erhöhungen: Paterson (2) | (0:28) Bericht | Versuche: Mortlock Rathbone (2) Tuqiri Erhöhungen: Giteau (4) Straftritte: Giteau | Murrayfield Stadium, Edinburgh Zuschauer: 41.234 Schiedsrichter: Steve Walsh (Neuseeland) |

### Woche 2
| 12. November 2004 19:30 WEZ | Wales                                                                                              | 66 : 7         | Rumänien                          | Millennium Stadium, Cardiff Zuschauer: 35.408 Schiedsrichter: Kelvin Deaker (Neuseeland) |
| 12. November 2004 19:30 WEZ | Versuche: Cooper Henson Jenkins D. Jones Shanklin (4) R. Williams Erhöhungen: S. Jones (7) Sweeney | (35:7) Bericht | Versuche: Sîrbu Erhöhungen: Tofan | Millennium Stadium, Cardiff Zuschauer: 35.408 Schiedsrichter: Kelvin Deaker (Neuseeland) |

| 13. November 2004 14:30 WEZ | England | 70 : 0         | Kanada | Twickenham Stadium, London Zuschauer: 41.784 Schiedsrichter: Scott Young (Australien) |
| 13. November 2004 14:30 WEZ | Versuche: Cueto (2) Greenwood Hodgson Lewsey (2) Moody Robinson (3) Tindall Vyvyan Erhöhungen: Hodgson (2) Paul (3) | (32:0) Bericht |        | Twickenham Stadium, London Zuschauer: 41.784 Schiedsrichter: Scott Young (Australien) |

| 13. November 2004 14:45 WEZ | Irland                                                     | 17 : 12       | Südafrika                   | Lansdowne Road, Dublin Zuschauer: 48.000 Schiedsrichter: Paul Honiss (Neuseeland) |
| 13. November 2004 14:45 WEZ | Versuche: O’Gara Straftritte: O’Gara (3) Dropgoals: O’Gara | (8:3) Bericht | Straftritte: Montgomery (4) | Lansdowne Road, Dublin Zuschauer: 48.000 Schiedsrichter: Paul Honiss (Neuseeland) |

| 13. November 2004 15:00 MEZ | Italien                                                       | 10 : 59        | Neuseeland                                                                                | Stadio Flaminio, Rom Zuschauer: 24.973 Schiedsrichter: Joël Jutge (Frankreich) |
| 13. November 2004 15:00 MEZ | Versuche: Bergamasco Erhöhungen: Wakarua Straftritte: Wakarua | (3:35) Bericht | Versuche: Carter McCaw (2) Muliaina (2) Smith Taumoepeau Umaga (2) Erhöhungen: Carter (7) | Stadio Flaminio, Rom Zuschauer: 24.973 Schiedsrichter: Joël Jutge (Frankreich) |

| 13. November 2004 17:30 WEZ | Schottland | 100 : 8        | Japan                               | McDiarmid Park, Perth Zuschauer: 10.278 Schiedsrichter: Andrew Cole (Australien) |
| 13. November 2004 17:30 WEZ | Versuche: Blair Henderson Hogg Lamont Macfadyen Morrison Parks Paterson (3) Petrie Russell (2) Southwell (2) Erhöhungen: Paterson (11) Straftritte: Paterson | (36:8) Bericht | Versuche: Daimon Straftritte: Ikeda | McDiarmid Park, Perth Zuschauer: 10.278 Schiedsrichter: Andrew Cole (Australien) |

| 13. November 2004 21:00 MEZ | Frankreich                                                                  | 27 : 14         | Australien                                      | Stade de France, Saint-Denis Zuschauer: 72.750 Schiedsrichter: Chris White (England) |
| 13. November 2004 21:00 MEZ | Versuche: Brusque Michalak Erhöhungen: Élissalde Straftritte: Élissalde (5) | (12:11) Bericht | Versuche: Gregan Erhöhungen: Flatley Giteau (2) | Stade de France, Saint-Denis Zuschauer: 72.750 Schiedsrichter: Chris White (England) |

### Woche 3
| 20. November 2004 13:00 WEZ | Irland | 55 : 6         | Vereinigte Staaten      | Lansdowne Road, Dublin Zuschauer: 29.750 Schiedsrichter: Rob Dickson (Schottland) |
| 20. November 2004 13:00 WEZ | Versuche: Bowe Horan Miller Murphy (2) Sheahan Stringer Erhöhungen: Humphreys (7) Straftritte: Humphreys (2) | (13:6) Bericht | Straftritte: Hercus (2) | Lansdowne Road, Dublin Zuschauer: 29.750 Schiedsrichter: Rob Dickson (Schottland) |

| 20. November 2004 14:30 WEZ | England                                                                                     | 32 : 16        | Südafrika                                                           | Twickenham Stadium, London Zuschauer: 73.000 Schiedsrichter: Alain Rolland (Irland) |
| 20. November 2004 14:30 WEZ | Versuche: Cueto Hodgson Erhöhungen: Hodgson (2) Straftritte: Hodgson (5) Dropgoals: Hodgson | (20:6) Bericht | Versuche: Habana Erhöhungen: Montgomery Straftritte: Montgomery (3) | Twickenham Stadium, London Zuschauer: 73.000 Schiedsrichter: Alain Rolland (Irland) |

| 20. November 2004 14:45 WEZ | Schottland                               | 17 : 31        | Australien                                                                              | Hampden Park, Glasgow Zuschauer: 28.400 Schiedsrichter: Alan Lewis (Irland) |
| 20. November 2004 14:45 WEZ | Versuche: Hogg Straftritte: Paterson (4) | (9:17) Bericht | Versuche: Giteau Gregan Tuqiri Waugh Erhöhungen: Flatley Giteau (3) Straftritte: Giteau | Hampden Park, Glasgow Zuschauer: 28.400 Schiedsrichter: Alan Lewis (Irland) |

| 20. November 2004 15:00 MEZ | Frankreich                                      | 14 : 24        | Argentinien                                                             | Stade Vélodrome, Marseille Zuschauer: 52.500 Schiedsrichter: Jonathan Kaplan (Südafrika) |
| 20. November 2004 15:00 MEZ | Versuche: Marsh Straftritte: Élissalde Michalak | (5:19) Bericht | Versuche: Durand Hasan Erhöhungen: Contepomi Straftritte: Contepomi (4) | Stade Vélodrome, Marseille Zuschauer: 52.500 Schiedsrichter: Jonathan Kaplan (Südafrika) |

| 20. November 2004 17:30 WEZ | Wales                                                          | 25 : 26         | Neuseeland                                                                 | Millennium Stadium, Cardiff Zuschauer: 74.024 Schiedsrichter: Tony Spreadbury (England) |
| 20. November 2004 17:30 WEZ | Versuche: Davies Shanklin Straftritte: Henson (2) S. Jones (3) | (14:13) Bericht | Versuche: Muliaina Rokocoko (2) Erhöhungen: Carter Straftritte: Carter (3) | Millennium Stadium, Cardiff Zuschauer: 74.024 Schiedsrichter: Tony Spreadbury (England) |

### Woche 4
| 26. November 2004 19:00 WEZ | Wales | 98 : 0         | Japan | Millennium Stadium, Cardiff Zuschauer: 56.380 Schiedsrichter: Tappe Henning (Südafrika) |
| 26. November 2004 19:00 WEZ | Versuche: Charvis (4) Cooper Davies Jenkins Shanklin (3) R. Williams (2) S. Williams (2) Erhöhungen: Henson (14) | (56:0) Bericht |       | Millennium Stadium, Cardiff Zuschauer: 56.380 Schiedsrichter: Tappe Henning (Südafrika) |

| 27. November 2004 14:30 WEZ | England                                              | 19 : 21        | Australien                                                        | Twickenham Stadium, London Zuschauer: 73.000 Schiedsrichter: Paul Honiss (Neuseeland) |
| 27. November 2004 14:30 WEZ | Versuche: Cueto Lewsey Moody Erhöhungen: Tindall (2) | (0:12) Bericht | Versuche: Latham Paul Erhöhungen: Flatley Straftritte: Giteau (3) | Twickenham Stadium, London Zuschauer: 73.000 Schiedsrichter: Paul Honiss (Neuseeland) |

| 27. November 2004 14:45 WEZ | Schottland                                                        | 10 : 45         | Südafrika | Murrayfield Stadium, Edinburgh Zuschauer: 44.237 Schiedsrichter: Nigel Williams (Wales) |
| 27. November 2004 14:45 WEZ | Versuche: Strafversuch Erhöhungen: Paterson Straftritte: Paterson | (10:32) Bericht | Versuche: Fourie Tyibilika Habana (2) van der Westhuyzen Erhöhungen: Montgomery (4) Straftritte: Montgomery Dropgoals: van der Westhuyzen (3) | Murrayfield Stadium, Edinburgh Zuschauer: 44.237 Schiedsrichter: Nigel Williams (Wales) |

| 27. November 2004 15:00 MEZ | Italien | 43 : 25        | Vereinigte Staaten                                                               | Stadio Lamarmora, Biella Zuschauer: 8.000 Schiedsrichter: Nigel Whitehouse (Wales) |
| 27. November 2004 15:00 MEZ | Versuche: Orquera Pozzebon Robertson (2) Stoica Erhöhungen: Orquera (3) Straftritte: Orquera (3) Scanavacca | (30:3) Bericht | Versuche: Emerick Tuipulotu Wyatt Erhöhungen: Hercus (2) Straftritte: Hercus (2) | Stadio Lamarmora, Biella Zuschauer: 8.000 Schiedsrichter: Nigel Whitehouse (Wales) |

| 27. November 2004 17:30 WEZ | Irland                                        | 21 : 19        | Argentinien                                                         | Lansdowne Road, Dublin Zuschauer: 49.250 Schiedsrichter: Tony Spreadbury (England) |
| 27. November 2004 17:30 WEZ | Straftritte: O’Gara (5) Dropgoals: O’Gara (2) | (6:16) Bericht | Versuche: Aramburú Erhöhungen: Contepomi Straftritte: Contepomi (4) | Lansdowne Road, Dublin Zuschauer: 49.250 Schiedsrichter: Tony Spreadbury (England) |

| 27. November 2004 21:00 MEZ | Frankreich                | 6 : 45         | Neuseeland                                                                                         | Stade de France, Saint-Denis Zuschauer: 78.750 Schiedsrichter: Alain Rolland (Irland) |
| 27. November 2004 21:00 MEZ | Straftritte: Michalak (2) | (6:19) Bericht | Versuche: Carter (2) Collins Kelleher Nonu So’oialo Erhöhungen: Carter (4) Straftritte: Carter (4) | Stade de France, Saint-Denis Zuschauer: 78.750 Schiedsrichter: Alain Rolland (Irland) |

### Woche 5
| 4. Dezember 2004 14:30 WEZ | Barbarians                                                       | 19 : 47 | Neuseeland                                                                     | Twickenham Stadium, London Schiedsrichter: Andy Turner (Südafrika) |
| 4. Dezember 2004 14:30 WEZ | Versuche: Rush Lo Cicero van der Bergh Erhöhungen: Giteau Rogers | Bericht | Versuche: Holah Gear (2) Nonu Laulala Kaino Weepu Erhöhungen: Mauger (5) Weepu | Twickenham Stadium, London Schiedsrichter: Andy Turner (Südafrika) |

| 4. Dezember 2004 17:00 AST | Argentinien                          | 7 : 39         | Südafrika                                                                                      | Estadio José Amalfitani, Buenos Aires Zuschauer: 28.000 Schiedsrichter: Chris White (England) |
| 4. Dezember 2004 17:00 AST | Versuche: Artese Erhöhungen: Miranda | (7:36) Bericht | Versuche: Cronjé du Preez du Toit (2) Joubert Erhöhungen: du Toit (4) Straftritte: du Toit (2) | Estadio José Amalfitani, Buenos Aires Zuschauer: 28.000 Schiedsrichter: Chris White (England) |